# Conde de Sena Fernandes
Conde de Sena Fernandes é um título nobiliárquico criado por D. Carlos I de Portugal, por Decreto de 16 de Março de 1893, em favor de Bernardino de Sena Fernandes, antes 1.° Barão de Sena Fernandes e 1.° Visconde de Sena Fernandes.
Titulares
1. Bernardino de Sena Fernandes, 1.° Barão, 1.° Visconde e 1.° Conde de Sena Fernandes;
2. Bernardino de Sena Fernandes, 2.° Conde de Sena Fernandes.

Após a Implantação da República Portuguesa, e com o fim do sistema nobiliárquico, usou o título: 
1. Bernardino de Sena Fernandes, 3.° Conde de Sena Fernandes.